# Скелі "Орлине гніздо"
Ске́лі "Орлине гніздо"  (стара назва — Скелі МОДРу) - один з об'єктів природно-заповідного фонду Дніпропетровської області, геологічна пам'ятка природи загальнодержавного значення. Скелі розташовані у Центрально-Міському районі Кривого Рогу, на житломасиві МОДР. Статус пам'ятки природи присвоєно Розпорядженням Рада міністрів УРСР № 780-р. від 14 жовтня 1975 року.

## Загальний опис
Площа пам'ятки — 62 га. Являє собою групу скель на схилі долини р. Інгульця, які є фрагментом розрізу Криворізько-Кременчуцької провінції Українського кристалічного щита. До території пам'ятки відносяться природні відслонення правого і лівого берегів річки Інгулець разом зі штучними оголеннями порід у затоплених дореволюційних залізорудних кар'єрах і в прорізі шосейної дороги (від вул. Свято-Миколаївської до вул. Прорізної), що з'єднує старий центр міста із селищем колишнього рудника імені МОДРу. Загальна площа скельних виходів та природних зон навколо скель цієї групи — близько 500 Га.
На лівому березі Інгульця, починаючи від затопленого кар'єру біля колишнього профілакторію «Каскад» до повороту річки біля селища Весела Дача, ці оголення постають розрізненими великими і дрібними скелями і «гривками» завдовжки від 6 до 200 м і заввишки від 2 до 27 м. На правому березі Інгульця таких скель і «гривок» значно менше. Найбільша з них — скеля «Орлине гніздо» — розташована у селищі Нижня Антонівка (неподалік від автобусної зупинки «Цегельний завод»). Її довжина 25 м, а висота змінюється від 1 до 28 м. На північний захід від «Орлиного гнізда» корінні породи виходять на денну поверхню у вигляді окремих «гривок», найчастіше покритих осипом.
Персональну назву має також ще одна скеля — «Мала Орлинка» (або інакше «Мале Орлине гніздо»). Це пласка, майже вертикальна стінка, що знаходиться в центральній частині лівобережних оголень, неподалік невеличкого гроту. 
Вік верхньої вікової межі порід, визнаний як 2050 млн. років. Абсолютна висота — 50 м.
Відомий дослідник Валеріан Домгер (1883) так описує «Орлине гніздо»: «…мы вступаем в полосу железистокварцитовых сланцев, которые тянутся почти беспрерывно вплоть до устья р. Саксагань, образуя в этом пространстве … ряд железистых скал, представляющих великолепные примеры самой прихотливой скадчастости пластов».

## Галерея

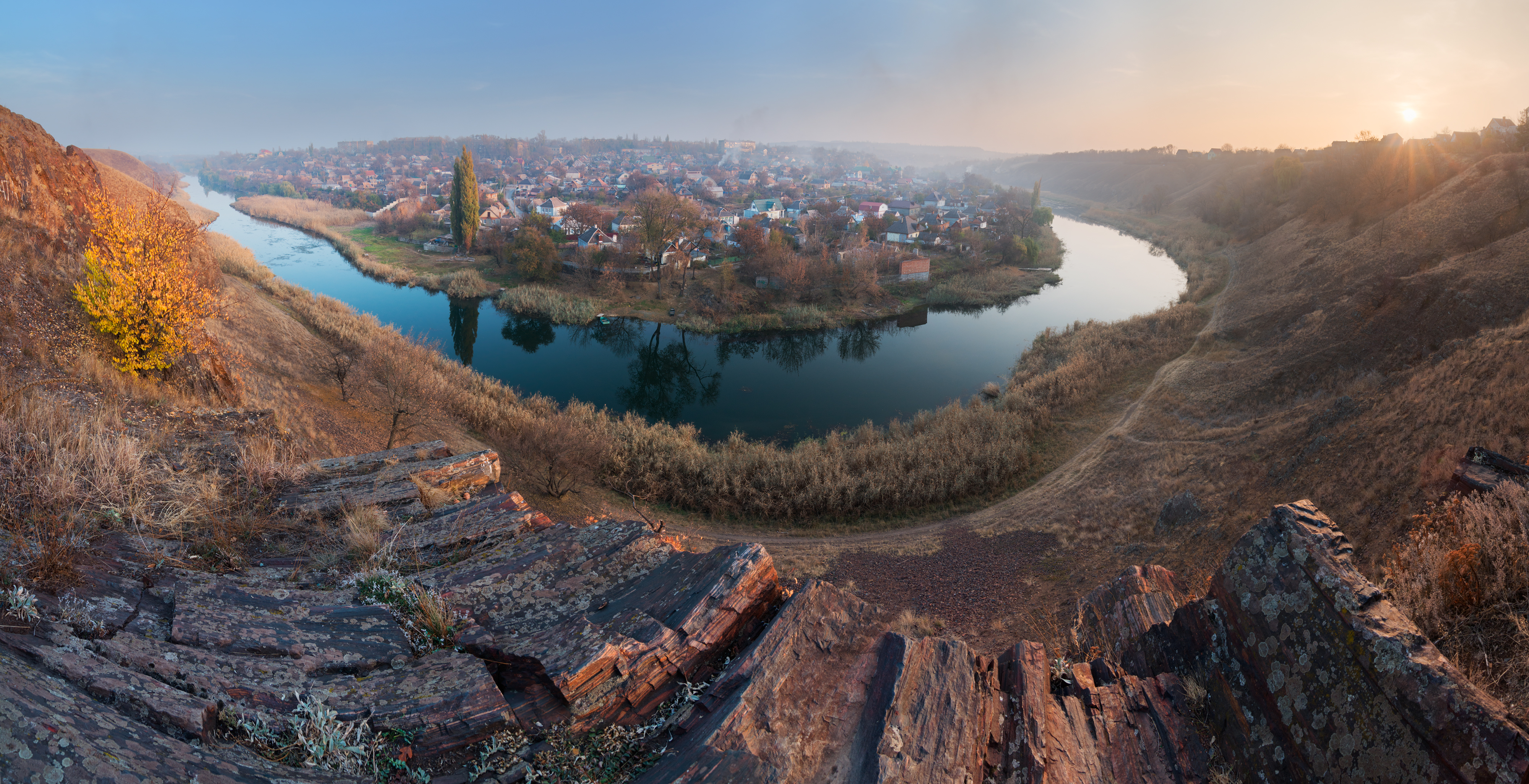
Файл:Вид_на_р._Інгулець_зі_Скель_МОПРу.jpgВид на р. Інгулець зі Скель Орлине гніздо
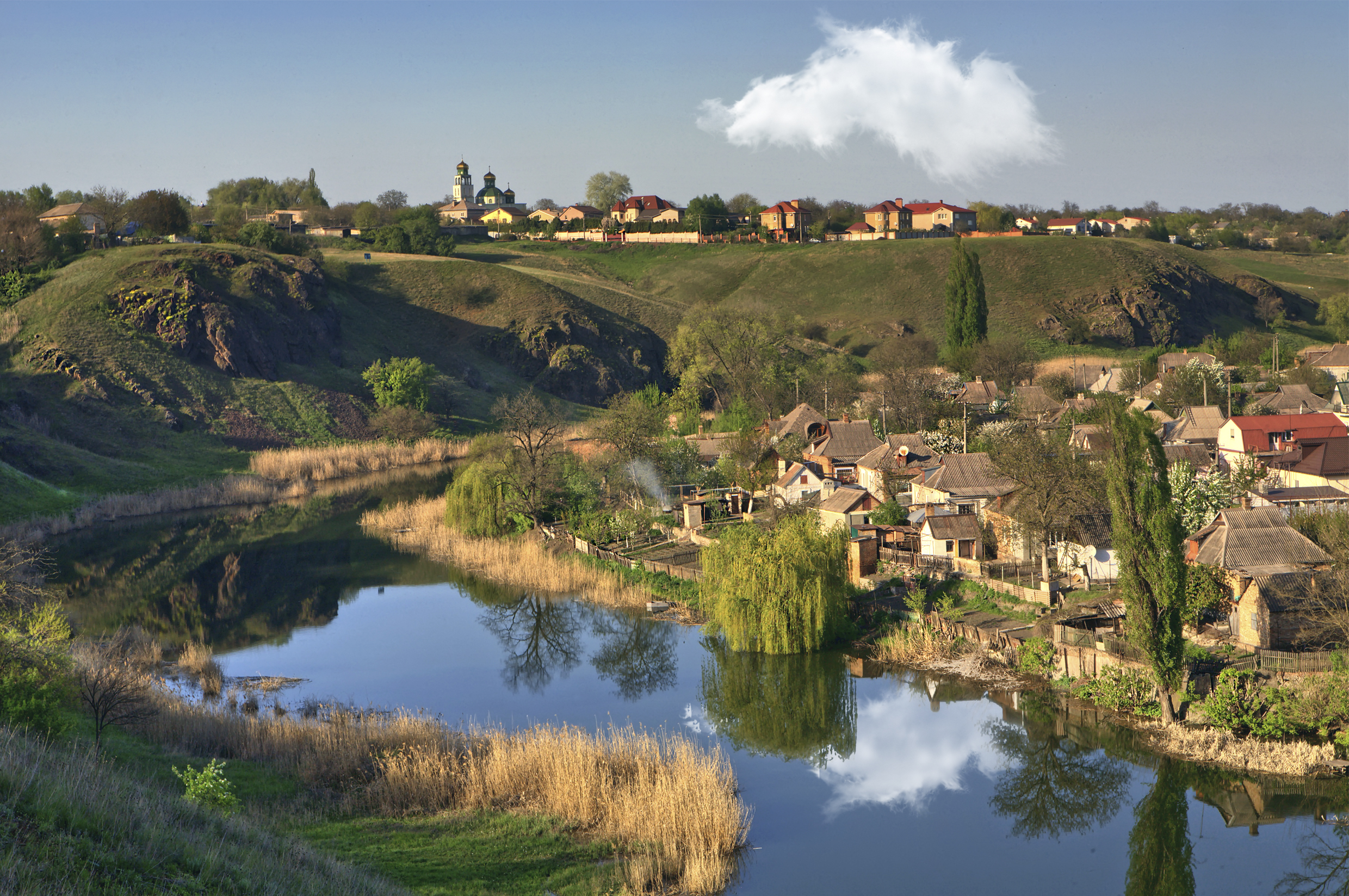
Файл:Скелі_МОДРу.jpgСкелі Орлине гніздо
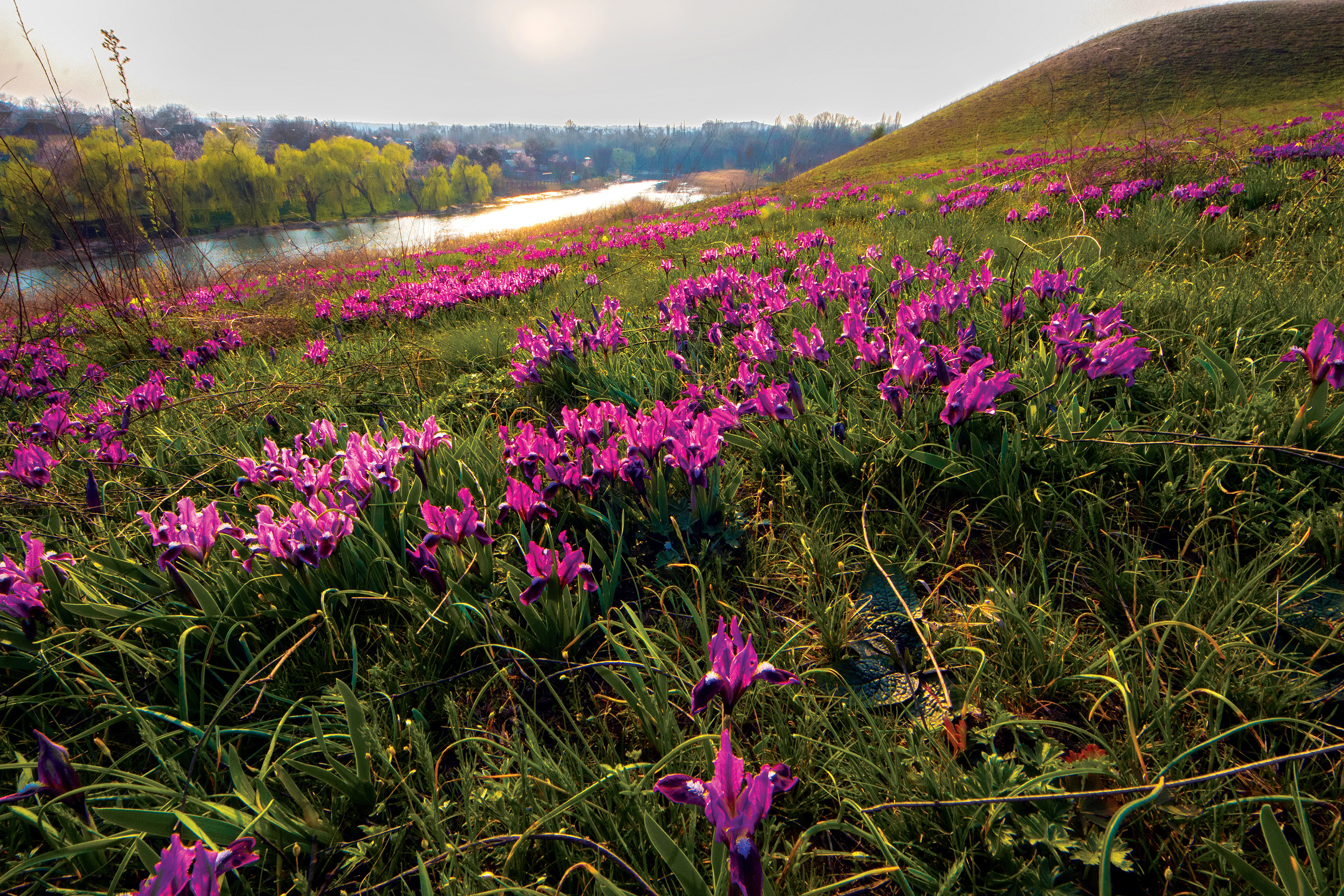
Файл:Дикий_Ірис_в_кінці_МОПР.jpgДикий ірис
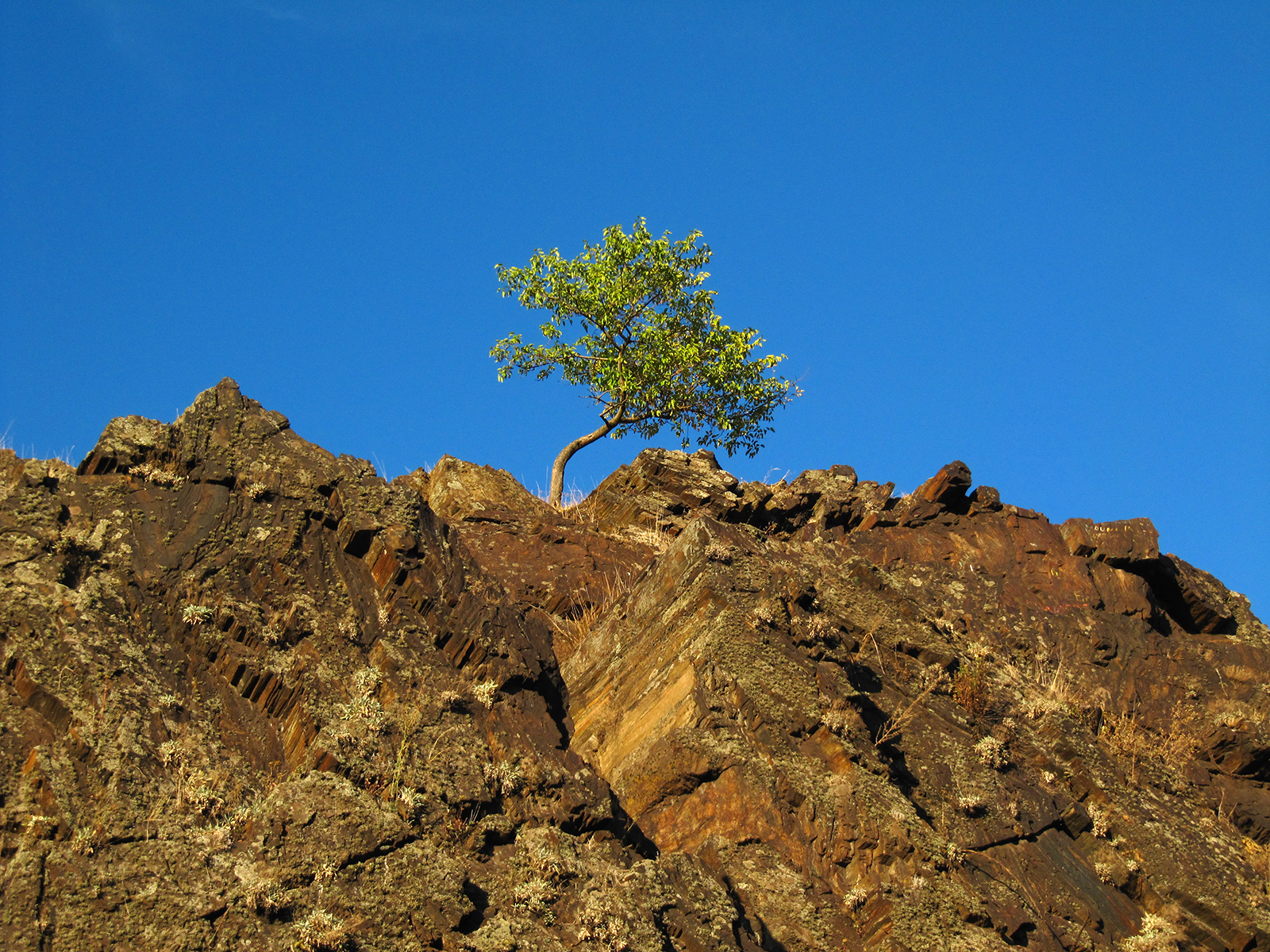
Файл:Скелі_МоДРу_-_"Одинока_шовковиця".JPG«Одинока шовковиця»
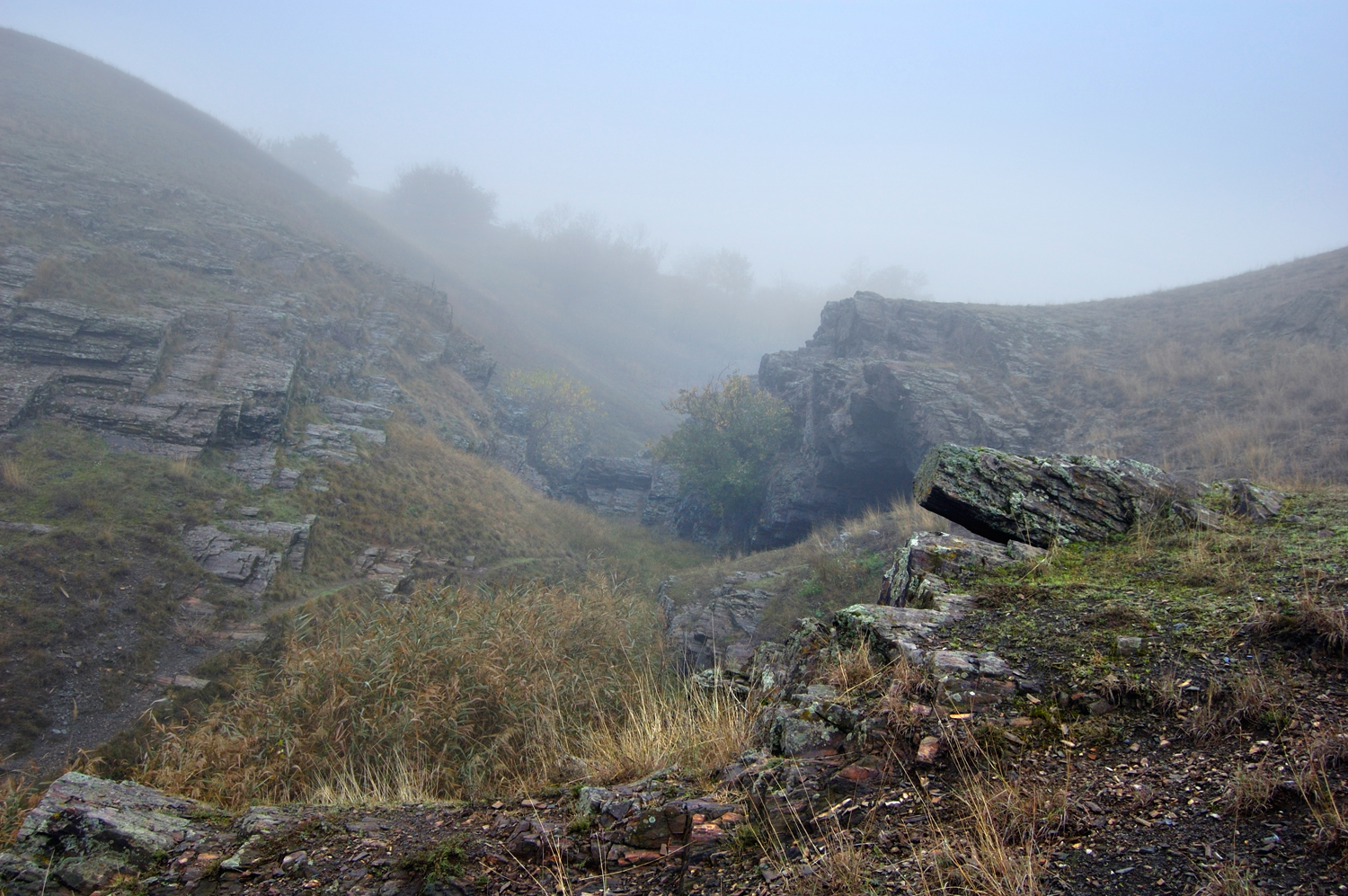
Файл:Скалы_МОПРа_в_тумане.jpgГрот у тумані
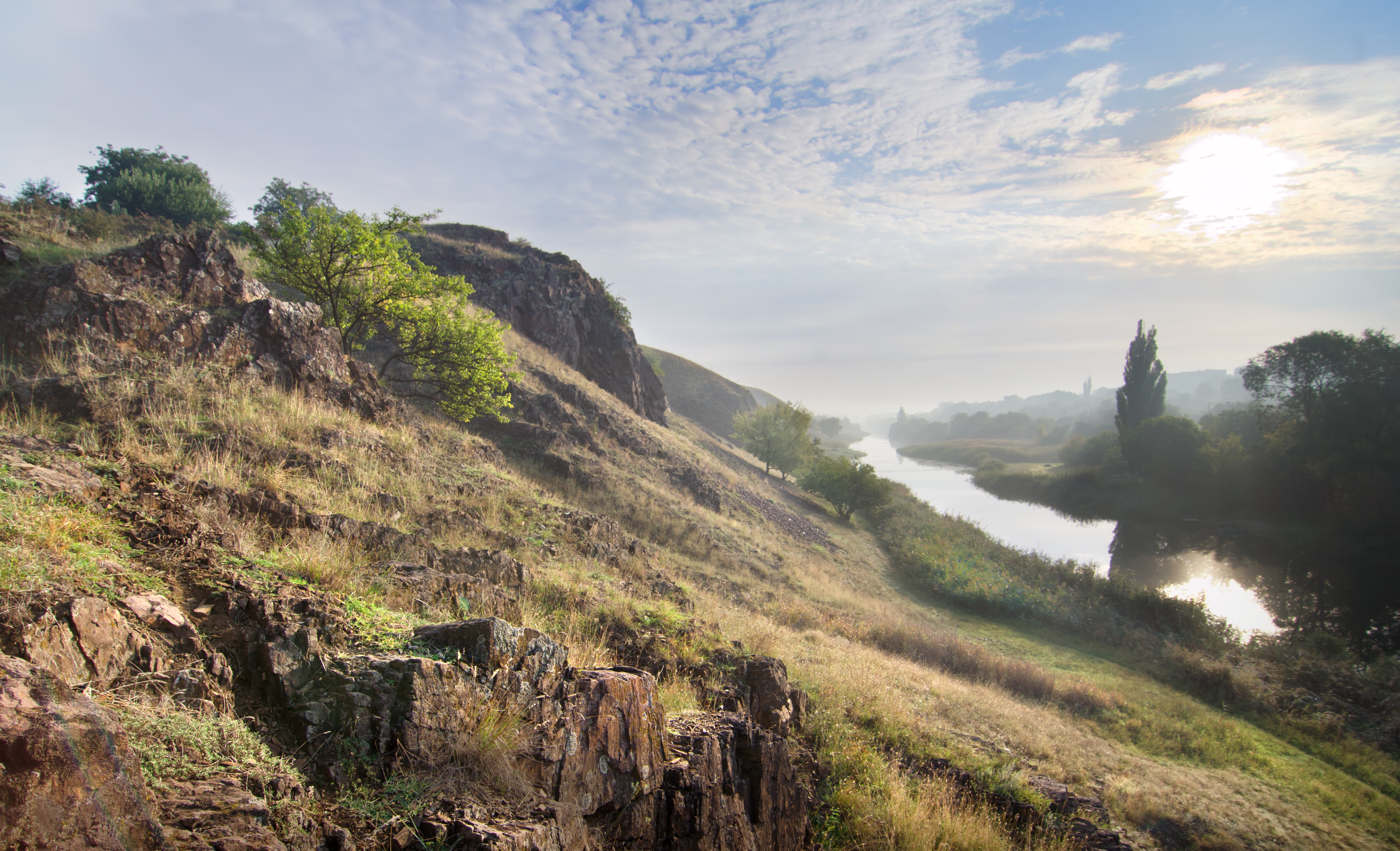
Файл:Скалы_МОПРа.jpgВигляд долини річки
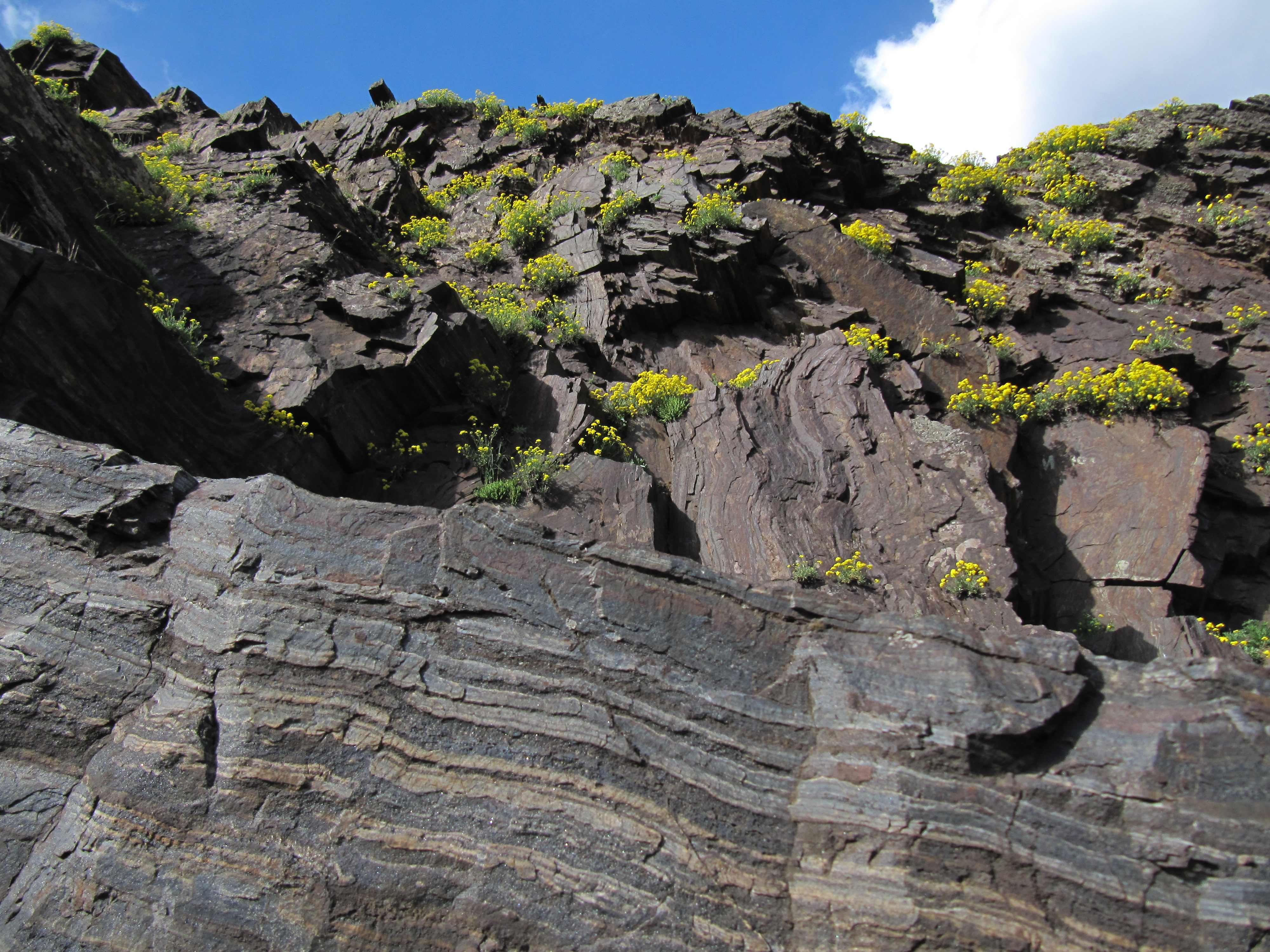
Файл:Скелі_МОДРу_25.JPGДеталі порід
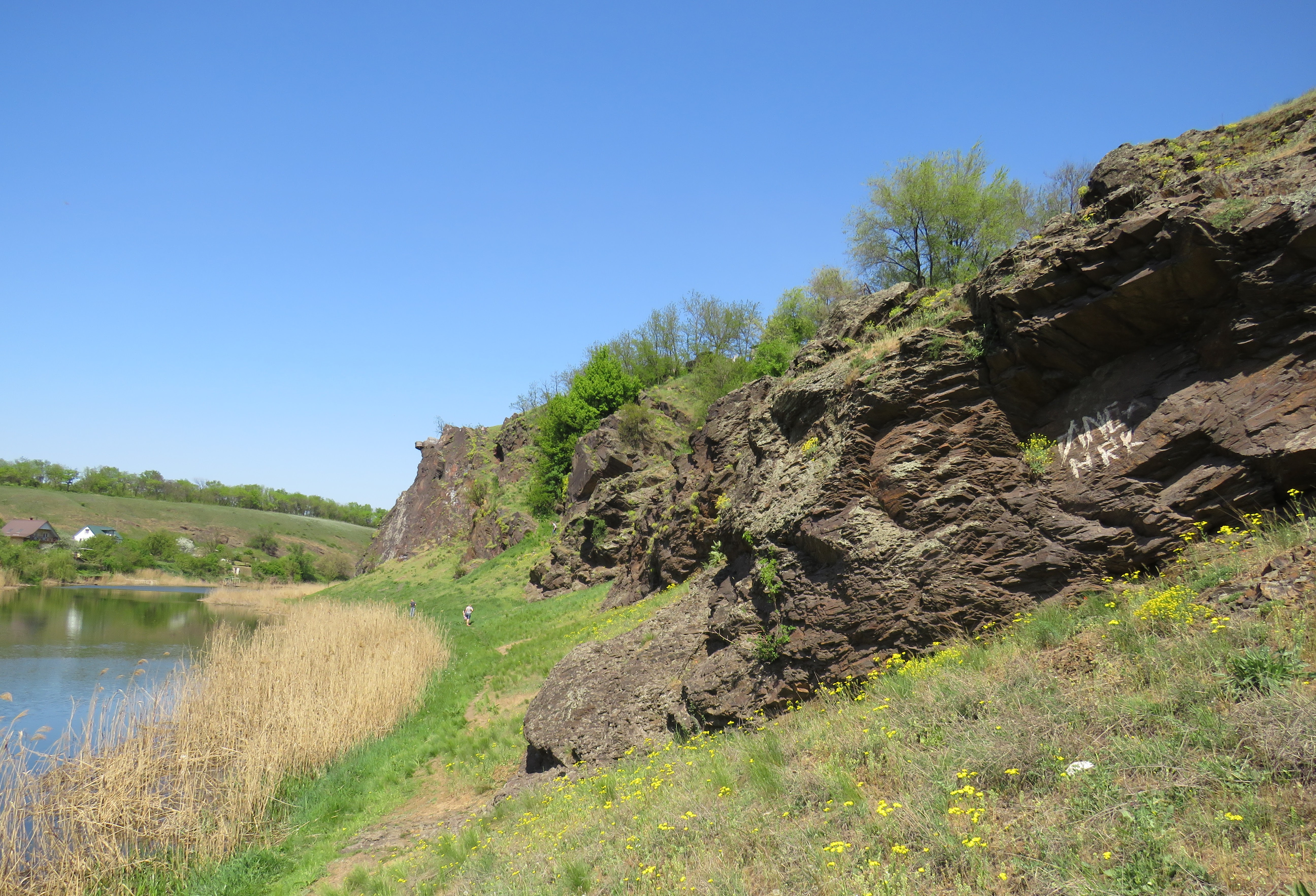
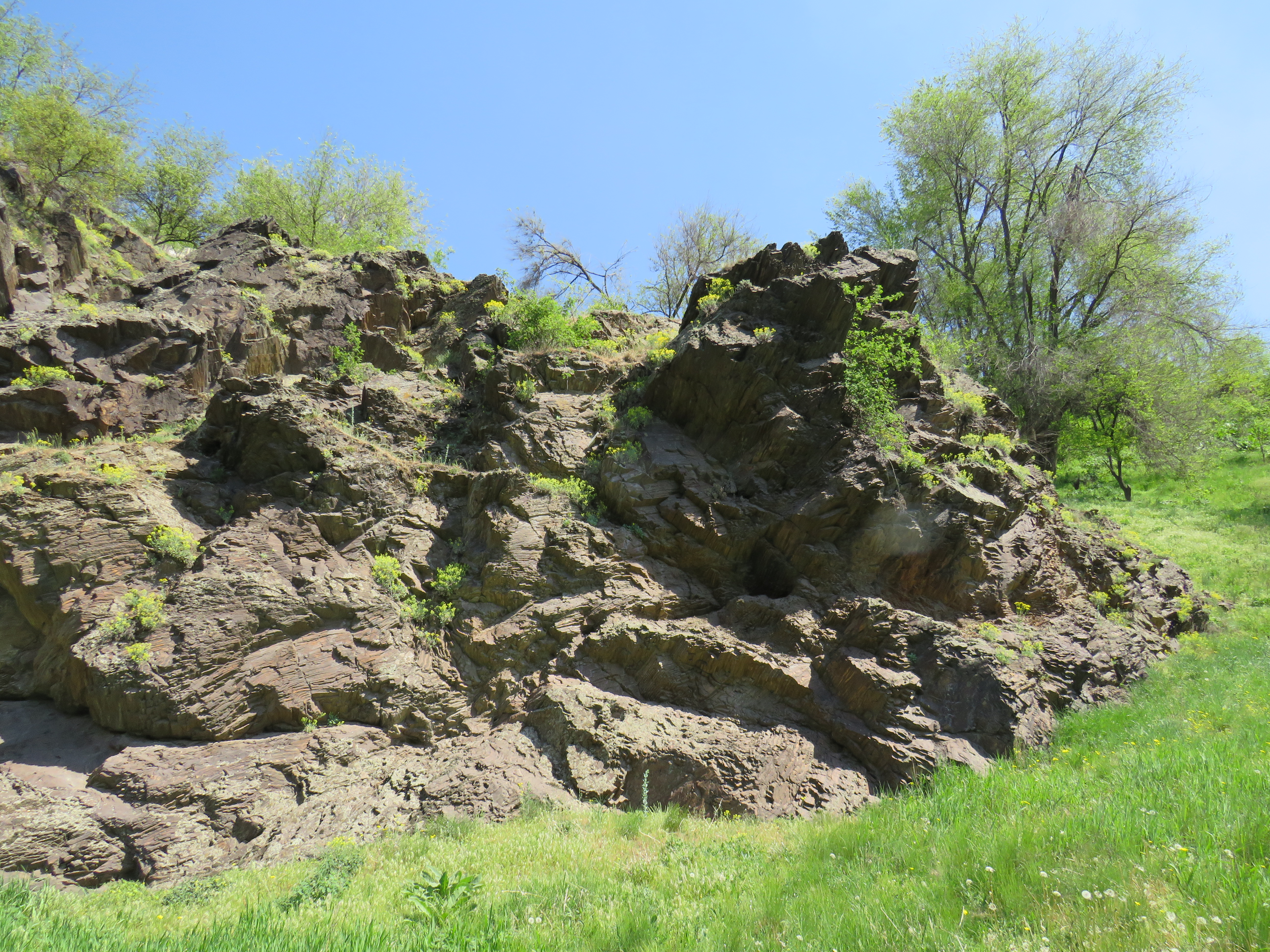
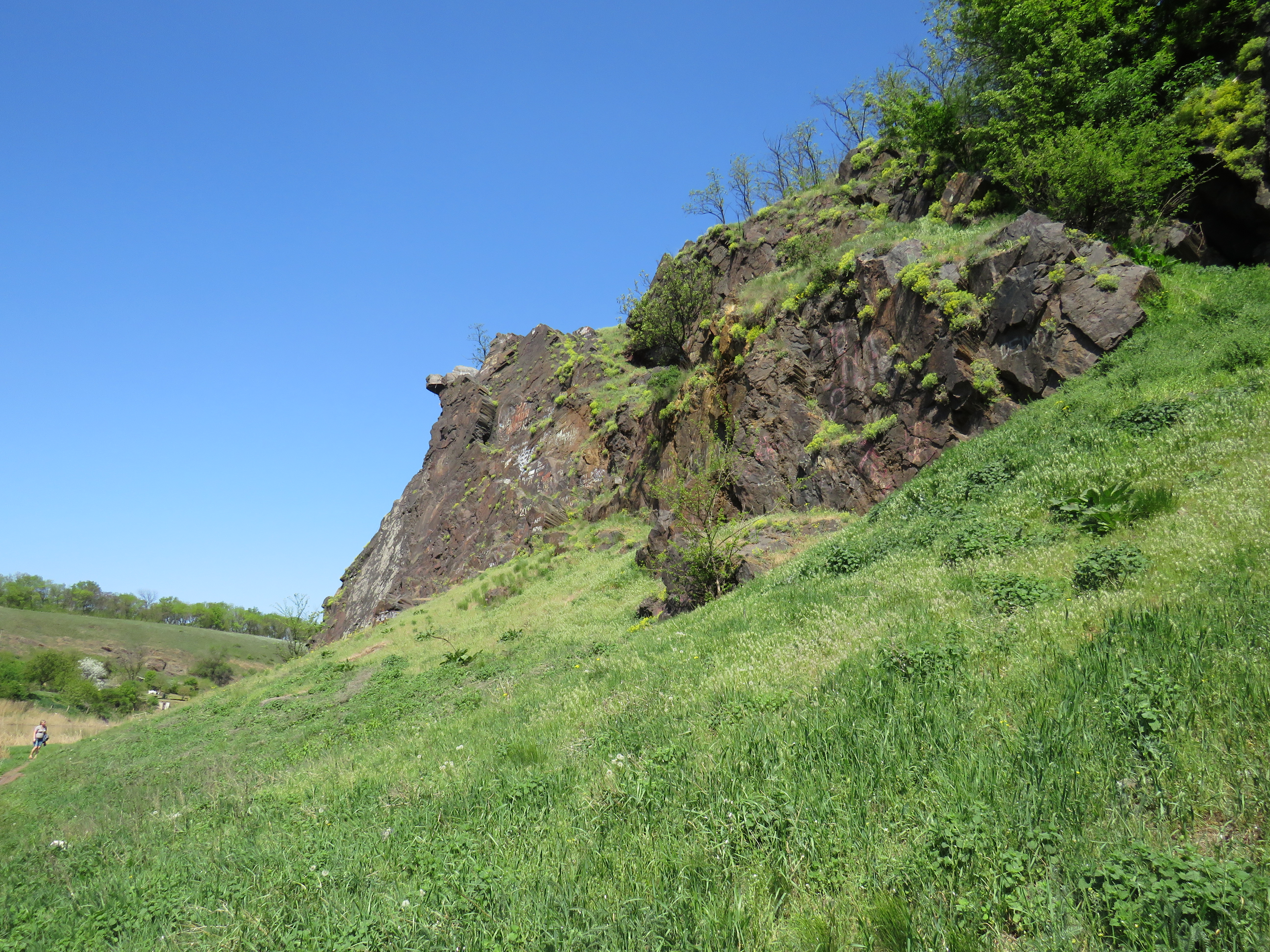
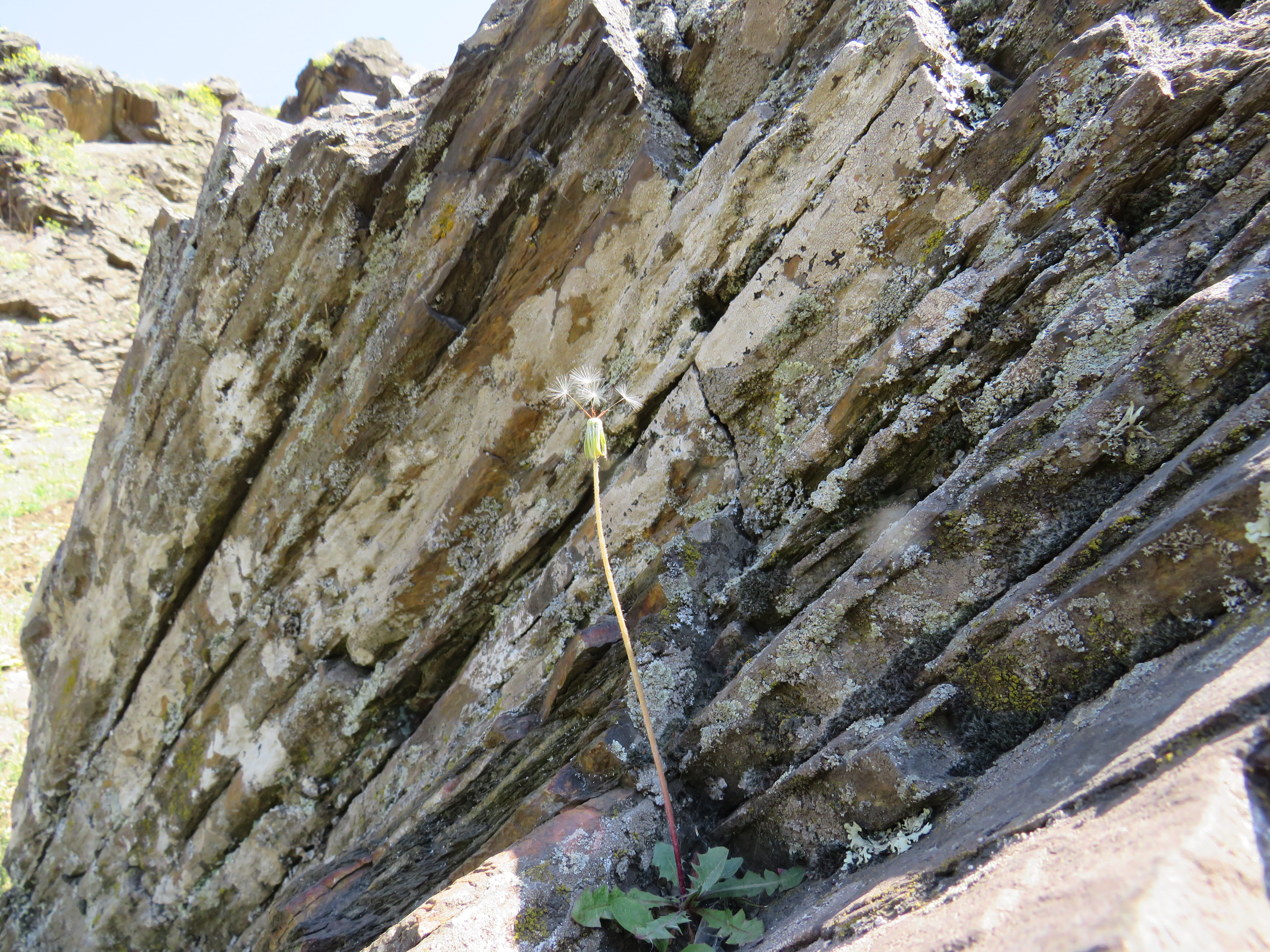
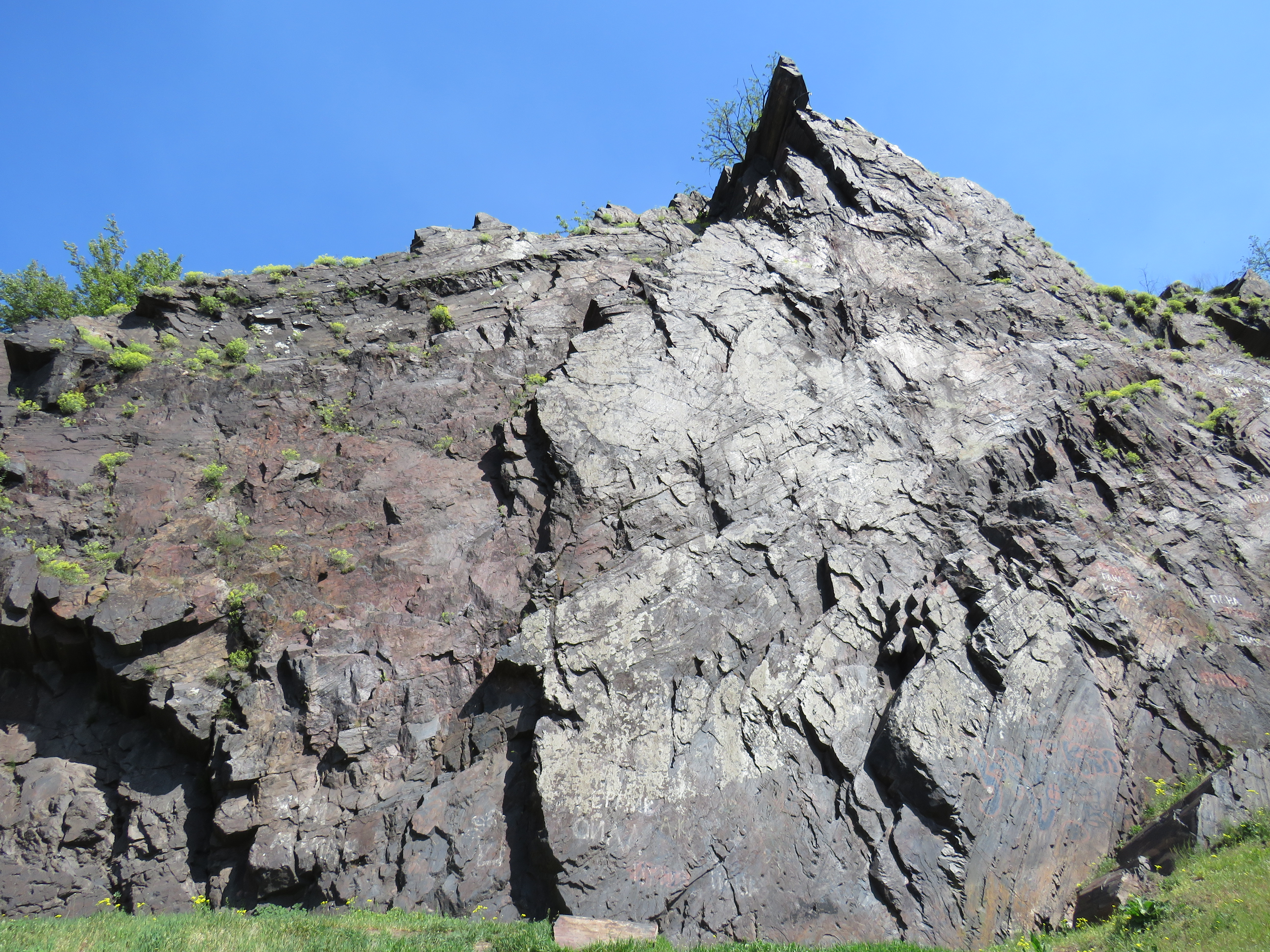

- Файл:Скелі_МОДРу_-_квітневий_дощ.oggСкеля «Мала Орлинка», квітневий дощ
- Файл:Скелi_та_рiчка.jpg
- Файл:Камiнцi_та_дерево.jpg
- Файл:Навеснi.jpg
- Файл:Структура_скель.jpg
- Файл:Вздовж_скель.jpg